# شماره یک من
«شماره یک من» تک‌آهنگی از هنرمند اهل سوئد هلنا پاپارازیو است که در سال ۲۰۰۵ میلادی منتشر شد.
این تک‌آهنگ در چارت‌های سوئد در رتبه اول و در چارت‌های جزو ده ترانه اول قرار گرفت.